# Township de Pa-An
Pour les articles homonymes, voir Pa-An et District de Pa-An.
Le township de Pa-An est un township du district de Pa-An, dans l’État Karen ou État de Kayin, en Birmanie.